# Cyclodorippidae
Famille
Les Cyclodorippidae sont une famille de crabes. Elle comprend une cinquantaine espèces actuelles et cinq fossiles dans dix genres.

## Liste des genres
Cyclodorippinae Ortmann, 1892
- Clythrocerus A. Milne-Edwards & Bouvier, 1899
- Corycodus A. Milne-Edwards, 1880
- Cyclodorippe A. Milne-Edwards, 1880
- Deilocerus Tavares, 1993
- Neocorycodus Tavares, 1993
- Simodorippe Chace, 1940
- Tymolus Stimpson, 1858

Xeinostomatinae Tavares, 1992
- Ketamia Tavares, 1992
- Krangalangia Tavares, 1992
- Xeinostoma Stebbing, 1920

## Publication originale
- Ortmann, 1892 : Die Decapoden-Krebse des Strassburger Museums, mit besonderer Berücksichtigung der von Herrn Dr. Döderlein bei Japan und bei den Liu-Kiu-Inseln gesammelten und zur Zeit im Strassburger Museum aufbewahrten Formen. V Theil. Die Abtheilungen Hippidea, Dromiidea und Oxystomata. Zoologische Jahrbücher. Abteilung für Systematik, Geographie und Biologie der Thiere, vol. 6, p. 532–588.

## Sources
- Ng, Guinot & Davie, 2008 : Systema Brachyurorum: Part I. An annotated checklist of extant brachyuran crabs of the world. Raffles Bulletin of Zoology Supplement, n. 17, p. 1–286.
- De Grave & al., 2009 : A Classification of Living and Fossil Genera of Decapod Crustaceans. Raffles Bulletin of Zoology Supplement, n. 21, p. 1-109.